# Polmoni a libro

In questo disegno schematico, i polmoni a libro sono colorati in rosa

Il polmone a libro è un tipo di organo respiratorio atto allo scambio gassoso atmosferico e presente negli aracnidi, in particolare nei ragni e negli scorpioni.

## Descrizione
Quest'organo è posto nella cavità addominale ventrale e connesso con l'esterno attraverso una piccola apertura, lo spiracolo polmonare. I polmoni a libro non hanno correlazioni di sorta con gli apparati respiratori dei moderni vertebrati. È il nome stesso a consentire di comprenderne la struttura. Sono costituiti infatti da pile di sottili strati di aria alternati a tessuto ripieno di emolinfa, struttura che dà un aspetto molto simile a un libro ripiegato. Questi strati sono racchiusi in una tasca interna della parete addominale e sono immersi in spazi aerei che ricevono l'ossigeno dall'ambiente esterno mediante lo spiracolo polmonare.
Sono presenti in numero variabile: da un solo paio per i ragni più primitivi a quattro paia per gli scorpioni.
A volte i polmoni a libro possono essere assenti, e lo scambio gassoso viene effettuato dalle pareti sottili della cavità respiratoria con un'area di superficie aumentata grazie alla struttura ramificata in tubi sottili detta trachea.
Secondo alcuni autori questa trachea si è evoluta direttamente dai polmoni a libro, in quanto in alcuni ragni le trachee hanno un piccolo numero di camere di forma alquanto allungata.
Alcuni ordini di aracnidi (per esempio gli opilioni) non hanno traccia di polmoni a libro, respirano attraverso le trachee o solo attraverso la superficie del corpo. L'assenza o la presenza di polmoni a libro negli aracnidi li suddivide in due sezioni, ma non dà ulteriori informazioni per consentire di essere assunto a significato tassonomico: gli aracnidi polmonati, in cui i polmoni a libro sono presenti (scorpioni, ragni, Schizomida e Amblypygi) e gli aracnidi apolmonati, dove sono assenti (opilioni, acari, pseudoscorpioni e Ricinulei).

## Funzionalità

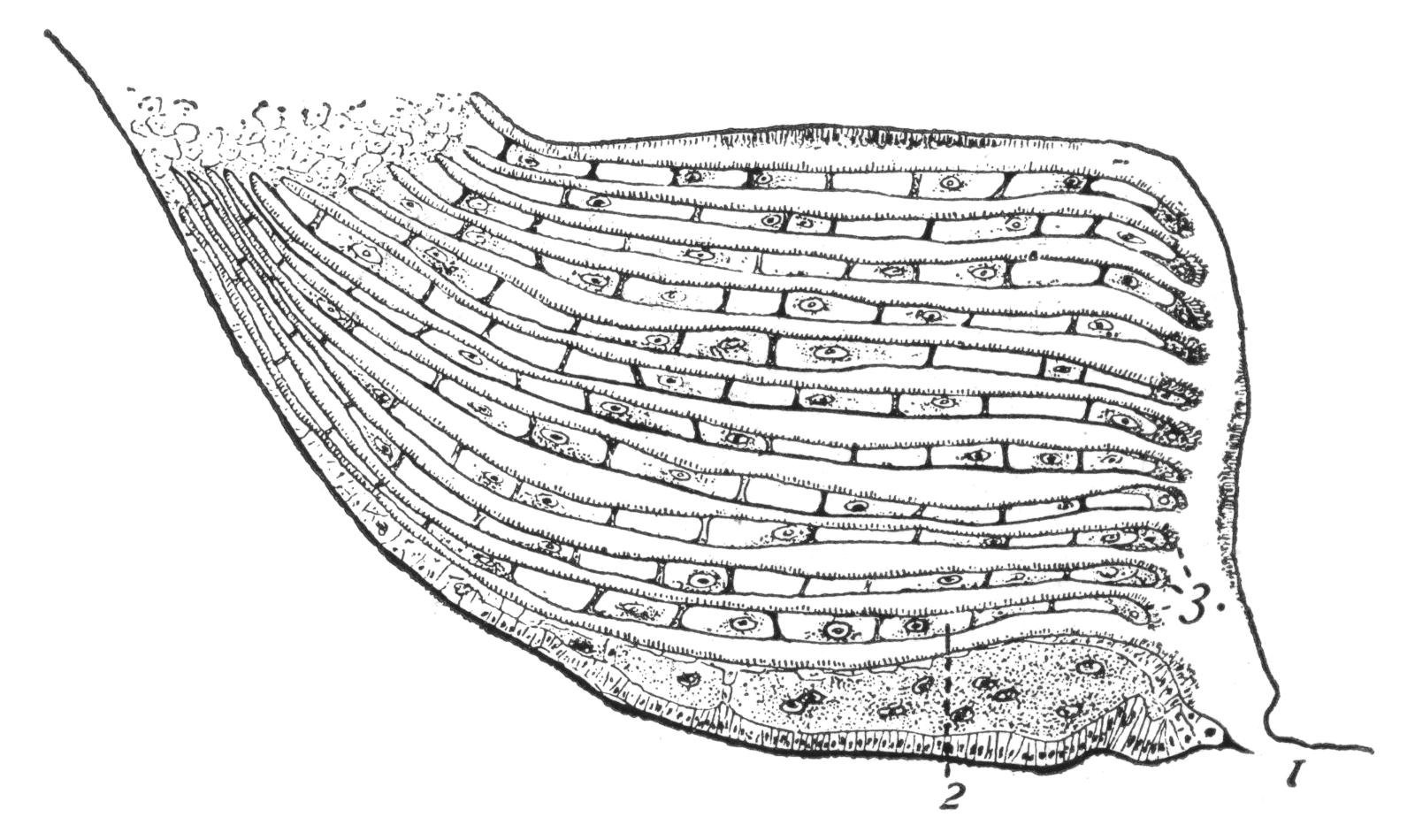
Sezione che mostra la struttura dei polmoni a libro
1) Spiracolo polmonare.
2) Spazio interlamellare per lo scambio gassoso.
3) Lamelle o pagine del libro

Le pagine dispiegate del libro (dette anche piatti per la loro forma) sono piene di emolinfa, che svolge la funzione del sangue negli artropodi. Le pagine di questo libro massimizzano la superficie di contatto con l'aria e ciò a sua volta massimizza lo scambio gassoso con l'ambiente. Nella maggior parte delle specie non è stato riscontrato alcun moto proprio di queste pagine allo scopo di facilitare la fisiologia respiratoria in questi animali.
L'aria entra nei polmoni a libro attraverso lo spiracolo polmonare soprattutto per diffusione: la contrazione del muscolo posto nei pressi dello spiracolo fa sì che la camera principale o atrio dei polmoni a libro si dilati, consentendo all'aria di entrare.
Questa poi passa nelle pagine del polmone, chiamate anche lamine, direttamente a contatto col flusso sanguigno e nelle quali avviene lo scambio gassoso.
Degli aracnidi muniti di trachee ne distinguiamo due tipi: le trachee a setaccio sono di conformazione molto simile ai polmoni a libro, ma di forma tubolare; al posto delle lamine vi sono tubicini ramificati nei quali avviene lo scambio gassoso. Le trachee tubolari sono anch'esse composte da tubicini ramificati, ma hanno origine direttamente dagli spiracoli polmonari.

## Testimonianze fossili
I polmoni a libro più antichi ritrovati risalgono ad aracnidi trigonotarbidi risalenti a circa 410 milioni di anni fa, oggi estinti, e ritrovati nei chert di Rhynie, paese della Scozia. Questi polmoni fossili sembrano comunque molto simili a quelli presenti nei ragni moderni.. 
Una delle più durature controversie sull'evoluzione degli aracnidi riguarda se il polmone a libro si evolse già nell'antenato comune di tutti gli aracnidi, oppure se si sia evoluto in più gruppi di aracnidi parallelamente a quando conquistarono le terre emerse.

## Branchie a libro
I polmoni a libro si sono evoluti dalle branchie a libro. Anche se sono simili per struttura, negli organismi acquatici hanno una dislocazione diversa. 

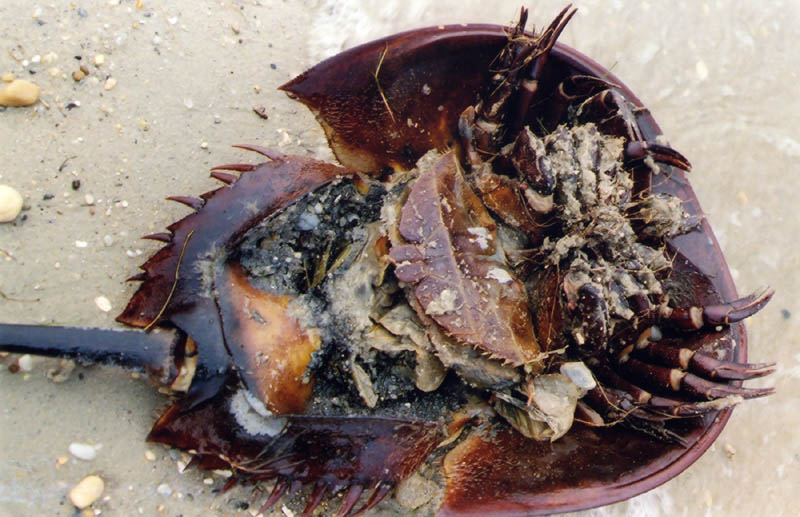
Parte ventrale di un limulo che mostra le zampe e le branchie a libro

Le branchie a libro sono situate esternamente, mentre i polmoni a libro si trovano internamente.

Le branchie a libro sono ancora funzionali nei limuli che ne hanno cinque paia. L'origine di questa struttura per lo scambio gassoso all'interno dell'acqua sembra possa risalire a un paio di zampe man mano rimpicciolite e poi mutate di funzione. Nella parte interna di queste branchie a forma di pendaglio vi sono circa 100 sottili fogli, a guisa di membrane, chiamate lamellae, deputate proprio allo scambio gassoso. Questi pendagli si muovono ritmicamente per guidare il sangue all'interno e all'esterno delle lamellae, facendovi circolare abbondante acqua.
La funzione principali è quindi quella respiratoria, ma negli esemplari piccoli e soprattutto in quelli giovani svolgono anche funzioni natatorie.